# 王悦
王 悦（おう えつ、生年不詳 - 561年）は、北魏から北周にかけての軍人。字は衆喜。本貫は京兆郡藍田県。

## 経歴
北魏の永安年間、爾朱天光が関中に入ると、王悦はその下で騎兵参軍となり、石安県令に任じられた。
宇文泰が関中・隴西を平定するにあたって、王悦は郷里で集めた兵を率いて従軍し、たびたび戦功を挙げた。535年（大統元年）、西魏が建国されると、王悦は平東将軍・相府刑獄参軍に任じられ、藍田県伯に封じられた。538年（大統4年）、東魏の侯景が洛陽を包囲し、宇文泰が救援に赴くと、王悦は郷里の1000人あまりを率いて従軍し奮戦した。540年（大統6年）、通直散騎常侍の位を加えられ、大行台右丞に任じられた。544年（大統10年）、大行台左丞に転じた。546年（大統12年）、玉壁の戦いに勝利した韋孝寛をねぎらうため、西魏の朝廷が長孫紹遠を大使として派遣すると、王悦はその副使をつとめた。
547年（大統13年）、侯景が河南に拠って西魏に帰順し、援軍を求めてきた。宇文泰は先に韋祐や賀蘭願徳らを派遣して侯景を助けさせた。王悦は侯景を信用しないよう宇文泰に進言し、宇文泰はそれを聞き入れて、行台郎中の趙士憲を派遣し韋祐らを追わせた。侯景はまもなく西魏から離反した。
548年（大統14年）、王悦は雍州大中正・帥都督に任じられ、衛将軍・右光禄大夫・都督の位を加えられた。550年（大統16年）、大将軍楊忠に従って南征し、隨郡や安陸郡を平定した。まもなく京兆郡太守に任じられ、使持節・車騎大将軍・儀同三司・散騎常侍の位を加えられ、大行台尚書に転じた。
551年（大統17年）、達奚武に従って梁州に遠征した。王悦は達奚武の命を受けて武興城主の楊賢を説得し、降伏させた。王悦は要衝の白馬を今のうちに攻略するよう達奚武に勧め、達奚武の許可を得ると、軽騎700を率いて白馬に赴き、白馬の城将の梁深に利害を説いて、城ごと降伏させた。梁の武陵王蕭紀の部将の任奇が6000の兵を率いて白馬を占拠しようとしたが、闕城までいたって、すでに西魏に降ったと聞き、引き返した。西魏が梁州を平定すると、宇文泰により梁州刺史の事務を代行するよう命じられた。
553年（廃帝2年）、長安に召還されて大行台尚書の任にもどされた。行台が中外府と改められ、尚書の官が廃止されると、王悦は儀同として兵権を持ったまま郷里に帰された。王悦は長らく顕職にあったため、このときの帰郷が内心面白くなく、郷里や一族への愛着よりも不満を顕わにしていた。長男の王康は王氏の名望をたのみに驕り高ぶって、勝手気ままに振る舞った。王悦の部下の軍人が婚礼を挙げようとしたが、王康にゆえなくぶち壊しにされた。軍人がこのことを訴えると、王悦と王康はともに罪に問われて官爵を剥奪され、辺境に配流されて一兵士とされた。554年（恭帝元年）、于謹が江陵を攻撃すると、王悦は従軍して功績を挙げ、平定後は江陵にとどまって駐屯した。
557年、北周の孝閔帝が即位すると、王悦はもとの官にもどされ、郢州刺史に任じられた。ほどなく使持節・驃騎大将軍・開府儀同三司・大都督・司水中大夫に任じられ、爵位は藍田県侯に進んだ。司憲中大夫に転じ、宇文氏の姓を賜り、爵位は河北県公となった。561年（保定元年）、在官のまま死去した。
王康が後を嗣ぎ、司邑下大夫となった。

## 伝記資料
- 『周書』巻33 列伝第25
- 『北史』巻69 列伝第57